# اورلیان رکوان
اورلیان رکوان (فرانسوی: Aurélien Recoing‎؛ زادهٔ ۵ مهٔ ۱۹۵۸) یک بازیگر اهل فرانسه است. وی از سال ۱۹۷۶ میلادی تاکنون مشغول فعالیت بوده است. او که در اول مه ۲۰۱۰ به عنوان یکی از اعضای گروه کمدی-فرانسز استخدام شده بود، در ۱۹ ژوئیه ۲۰۱۲ از این گروه جدا شد.
از فیلم‌هایی که وی در آن نقش داشته است، می‌توان به ساکت باش، اشباح، طایفه، کلید، زندگی ادل، سوءاستفاده‌های یک دون ژوان جوان، لطفاً مرا بکش، بدترین کابوسم، تحقیق مجدد و بازگشتگان اشاره کرد.